# Phantome des Lebens
Phantome des Lebens est un film muet allemand réalisé par Josef Coenen, sorti en 1919. 

## Synopsis
Inconnu.

## Fiche technique
- Titre : Phantome des Lebens
- Réalisation : Josef Coenen
- Scénario : Leo Koffler
- Caméra : Karl Freund
- Décors : Carl Ludwig Kirmse
- Pays d'origine :  République de Weimar
- Société de production : Helios Film Erwin Rosner
- Producteurs : Erwin Rosner
- Format :  Noir et blanc - 1,33:1 - Muet
- Dates de sortie : République de Weimar : 1919

## Distribution
- Sascha Gura
- Werner Krauß
- Lil Dagover
- Josef Roemer
- Maria Forescu
- Georg John
- Carl Bernhardt